# Portalfräsmaschine

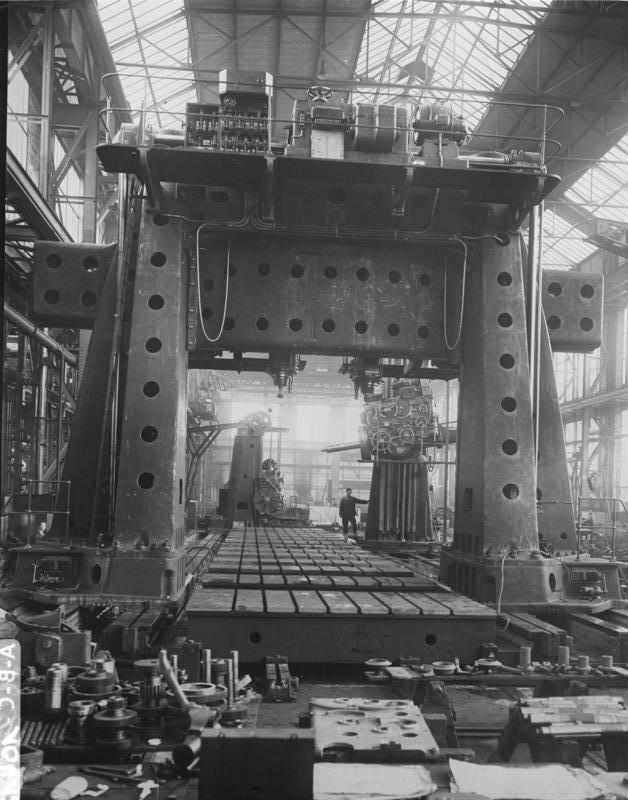
Gantry-Portalfräswerk der Fa. Schiess-Defries AG (Bild von 1930)

Als Portalfräsmaschine (oder Portalfräswerk) wird eine Fräsmaschine bezeichnet, bei der der Fräskopf an einem Querbalken zwischen zwei Ständern geführt wird, wodurch ein Portal gebildet wird. Das Werkstück wird je nach Bauform bei einem Gantry-Antrieb auf einen fest installierten Spanntisch oder ein Spannfeld und bei feststehenden Ständern entsprechend auf einen durch das Portal verschiebbaren Spanntisch aufgebaut.
Portalfräsmaschinen in Industriemaschinengröße eignen sich für die effektive Bearbeitung großer Flächen. Sie werden bevorzugt beim Planfräsen beispielsweise von großen Platten eingesetzt. Häufig haben Portalfräsmaschinen zusätzlich zum Fräskopf am Querbalken noch zwei Fräsköpfe an den Ständern, so dass in einem Durchlauf zugleich die Seiten des Werkstücks bearbeitet werden können.
Häufiger sind Portalfräsmaschinen als kleine CNC-Maschinen mit Schrittmotoren-Antrieb für die Gravur oder die Oberflächenbearbeitung sowie die 3D-Erstellung von Formen in Holz, Kunststoffen, Stein und NE-Metallen im Einsatz. Ebenso ist ein Einsatz für Dosieranwendungen oder aber auch Plasma-Schmelzschneiden und CNC-Schweißen möglich. Beim rapid Prototyping finden sie Einsatz ebenso wie in Werbeagenturen oder bei ambitionierten Heimwerkern sowie Schulen und Instituten.
Diese kleinen Anlagen haben in Dimensionen bis zu ca. 1500 × 1000 × 200 mm Verfahrweg gegenüber ihren industriellen "großen Brüdern" den entscheidenden Vorteil des mobilen Einsatzes. Durch diese Eigenschaft sind sie in Bezug auf die Anwendungsvielfalt für viele Gewerke unentbehrlich. Die Positioniergenauigkeit dieser 3D-CNC-Fräs- und Graviereinheiten liegt nicht selten unter 0,02 mm.
Bei Industriemaschinen ist durch die sehr starre Bauform die Positioniergenauigkeit der eingesetzten Fräswerkzeuge trotz der oft extremen Ausmaße solcher Maschinen sehr hoch bei bis zu 5/1000 mm. Entsprechend ist die Bauform auch relativ unempfindlich gegenüber Vibrationen, was besonders beim Wunsch nach hoher Maßhaltigkeit, Oberflächengüte oder bei hoher Zerspanungsleistung eine wichtige Voraussetzung darstellt.
Kleinere CNC-Fräsmaschinen sind hingegen oftmals nicht hinreichend starr aufgebaut, so dass die mechanischen Fehler (Umkehrspiel, geringe Wiederholgenauigkeit) durch entsprechende Software korrigiert werden müssen.
Ein wesentlicher Nachteil der Portalfräsmaschinen ist die bauartbedingte Beschränkung der Breite und Höhe der Werkstücke, entsprechend den Innenmaßen des Portals.